# Куликовка (Новосибірська область)
Куликовка (рос. Куликовка) — присілок у Купинському районі Новосибірської області Російської Федерації.
Входить до складу муніципального утворення Сибірська сільрада. Населення становить 116 осіб (2010).

## Історія
Згідно із законом від 2 червня 2004 року органом місцевого самоврядування є Сибірська сільрада.

## Населення
| 2002 | 2007 | 2010 |
| ---- | ---- | ---- |
| 176  | ↘125 | ↘116 |